# Aineto
Aineto – miejscowość w Hiszpanii, w Aragonii, w prowincji Huesca, w comarce Alto Gállego, w gminie Sabiñánigo.
Według danych INE z 1999 roku miejscowość zamieszkiwało 35 osób. Wysokość bezwzględna miejscowości jest równa 998 metrów.